# توان تابشی موثر

تصویری از تعریف توان تابشی معادل همسانگرد (EIRP). محورها دارای واحدهای قدرت سیگنال بر حسب دسی بل هستند. الگوی تابش یک فرستنده معین است که یک آنتن جهت‌دار را هدایت می‌کند. توان سیگنال میدان دور را گسیل می‌کند در جهت حداکثر تابش (لوب اصلی) در امتداد محور z. کره سبز الگوی پرتودهی یک آنتن ایزوتروپی ایده‌آل است که همان حداکثر توان سیگنالی را که آنتن هدایت‌کننده انجام می‌دهد، تابش می‌کند. توان فرستنده‌ای که باید به آنتن همسانگرد اعمال شود تا این توان را تابش کند EIRP گویند.

توان تابشی اثربخش (به انگلیسی: Effective radiated power (ERP))، مترادف با توان تابشی هم‌ارز (Equivalent radiated power)، یک تعریف استانداردشده موسسه مهندسان برق و الکترونیک از توان فرکانس رادیویی جهت‌دار است، مانند آنچه که توسط فرستنده رادیویی پراکنده می‌شود. این توان کل بر حسب وات است که باید توسط یک آنتن دوقطبی نیمه‌موج تابش شود تا همان شدت تابش (قدرت سیگنال یا چگالی شار توان بر حسب وات بر متر مربع) را به عنوان آنتن منبع واقعی در یک گیرنده دوردست نشان دهد. جهت قوی‌ترین پرتو آنتن (لوب اصلی). توان تابشی اثربخش ترکیبی از توان گسیل‌شده توسط فرستنده و توانایی آنتن برای هدایت آن توان در یک جهت معین را اندازه‌گیری می‌کند. هم‌ارز با توان ورودی آنتن ضربدر بهره آنتن است. در الکترونیک و مخابرات، به ویژه در پخش همگانی برای تعیین اندازه‌گیری توان ظاهری یک ایستگاه پخش رادیویی که دریافت آن توسط شنوندگان در منطقه تجربه می‌شود، به کار می‌رود.

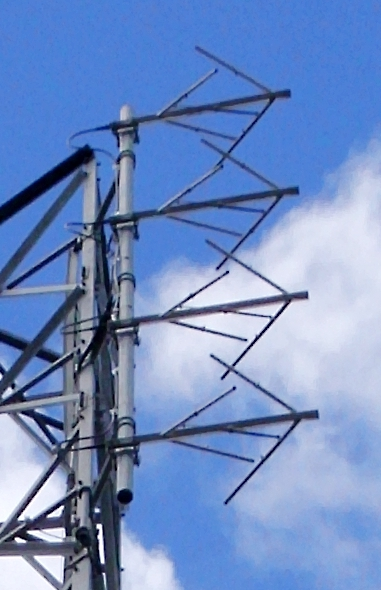
چهار آنتن دوقطبی در یک ایستگاه پخش FM.